# Алёшин, Станислав Владимирович
Станисла́в Влади́мирович Алёшин (род. 14 августа 1941, Рязань) — советский и российский математик, доктор физико-математических наук (1994), профессор кафедры интеллектуальных систем МГУ. Наиболее известен решением задачи Бёрнсайда о периодических группах средствами теории автоматов.
Область научных интересов: дискретная математика, теория автоматов, распознавание образов.

## Биография
Окончил механико-математический факультет МГУ (1965).
Защитил кандидатскую диссертацию в 1973 на тему «О суперпозициях автоматных отображений»,
и докторскую в 1994 на тему «Динамические распознающие системы».
Доцент с 1980 и профессор с 1999.